# Imma spanista
Imma spanista är en fjärilsart som beskrevs av Edward Meyrick 1930. Imma spanista ingår i släktet Imma och familjen Immidae. Inga underarter finns listade i Catalogue of Life.